# Montégut-Lauragais
Montégut-Lauragais – miejscowość i gmina we Francji, w regionie Oksytania, w departamencie Górna Garonna.
Według danych na rok 1990 gminę zamieszkiwały 342 osoby, a gęstość zaludnienia wynosiła 44 osób/km² (wśród 3020 gmin regionu Midi-Pireneje Montégut-Lauragais plasuje się na 726. miejscu pod względem liczby ludności, natomiast pod względem powierzchni na miejscu 1266.).